# Ed Carpenter
Ed Carpenter (Indianapolis (Indiana), 3 maart 1981) is een Amerikaans autocoureur. Hij is de stiefzoon van Tony George, de oprichter van de Indy Racing League.

## Carrière
Carpenter reed de laatste drie races van het IndyCar Series van 2003 voor PDM Racing. In 2004 reed hij de volledige kalender van deze raceklasse voor het team van Eddie Cheever. Vanaf 2005 rijdt hij voor Vision Racing, het team van zijn stiefvader Tony George die het team dat jaar oprichtte nadat hij het ter ziele gegane Kelley Racing had overgenomen.
Carpenters werd tweede op de Kentucky Speedway in 2009. Hij werd in 2008 vijfde op Indianapolis. In 2006 was hij betrokken bij het dodelijke ongeval van Paul Dana op het circuit van Homestead. Carpenter had een lekke band en werd met een snelheid van ongeveer 280 km/h aangereden door Dana.
In 2011 behaalde hij zijn eerste overwinning in de IndyCar Series toen hij voor Sarah Fisher Racing won op de Kentucky Speedway.
In 2012 kwam hij aan de start met zijn eigen team. Hij won dat jaar de race op de Auto Club Speedway.

## Resultaten
IndyCar Series resultaten (aantal gereden races, beste race resultaat, eindpositie kampioenschap en punten)
| Jaar | Races | Best | Rang | Ptn |
| ---- | ----- | ---- | ---- | --- |
| 2003 | 3     | 13e  | 26   | 43  |
| 2004 | 16    | 8e   | 16   | 245 |
| 2005 | 17    | 10e  | 18   | 244 |
| 2006 | 12    | 5e   | 14   | 252 |
| 2007 | 17    | 6e   | 15   | 309 |
| 2008 | 17    | 5e   | 15   | 320 |
| 2009 | 17    | 2e   | 12   | 321 |
| 2010 | 4     | 2e   | 28   | 90  |
| 2011 | 10    | 1e   | 26   | 125 |
| 2012 | 15    | 1e   | 18   | 261 |
| 2013 | 19    | 2e   | 16   | 333 |

### Resultaten Indianapolis 500
| Jaar | Chassis | Motor     | Start | Finish | Team                |
| ---- | ------- | --------- | ----- | ------ | ------------------- |
| 2004 | Dallara | Chevrolet | 16    | 31     | Team Cheever        |
| 2005 | Dallara | Toyota    | 26    | 11     | Vision Racing       |
| 2006 | Dallara | Honda     | 12    | 11     | Vision Racing       |
| 2007 | Dallara | Honda     | 14    | 17     | Vision Racing       |
| 2008 | Dallara | Honda     | 10    | 5      | Vision Racing       |
| 2009 | Dallara | Honda     | 17    | 8      | Vision Racing       |
| 2010 | Dallara | Honda     | 8     | 17     | Panther Racing      |
| 2011 | Dallara | Honda     | 8     | 11     | Sarah Fisher Racing |
| 2012 | Dallara | Chevrolet | 28    | 21     | Ed Carpenter Racing |
| 2013 | Dallara | Chevrolet | 1     | 10     | Ed Carpenter Racing |